# Monte Gennaro
Il Monte Gennaro (conosciuto (erroneamente) anche come Monte Zappi) è la seconda cima dei monti Lucretili dopo il Monte Pellecchia, nel Lazio, nella provincia di Roma, posta tra i comuni di Palombara Sabina e Marcellina: con i suoi 1271 m di altezza, è la cima più alta visibile dalla zona est di Roma, nonché uno dei luoghi più panoramici sulla città stessa; fa parte del gruppo di Monte Gennaro anche il Monte Morra (1036 m s.l.m.) posto più a sud in contiguità con i Monti Tiburtini.

## Descrizione
La montagna si presenta boscosa, ricoperta di arbusti e bassa vegetazione quasi fino alla sommità e particolarmente sassosa, mentre sul versante est è posto un piccolo altopiano carsico in quota (Pratone di Monte Gennaro).
Nei decenni passati una cestovia collegava l'abitato di Palombara Sabina con la cima della montagna.
Derivazione del nome
il nome di Monte gennaro deriva dalla chiesa di "Sancti januarii in cima montis"  (posta ad alcuni metri dalle antenne)
Adesso restano alcuni ruderi della chiesa legata al culto del dio Giano bifronte o San Gennaro

### Escursionismo
Tre sono i sentieri del CAI che portano alla vetta. Il più frequentato, con i suoi 950 metri di dislivello su un percorso di poco superiore a 5 km fino alla vetta, è il sentiero n. 301 che parte dal paese di Marcellina, detto della "Scarpellata", chiamato così perché fu realizzato dai romani scalpellando la roccia per consentire il passaggio dei carri per il commercio del carbone e del ghiaccio. Gli altri due sentieri CAI per la cima sono il 319, anch'esso di 1000 metri di dislivello, che parte da Palombara Sabina e passa per la torretta del Monte Morrone della Croce, e il 305 che sale al Gennaro dal sottostante Pratone.
Dalla vetta si gode di un'eccezionale visuale a 360°: oltre alle altre cime dei Monti Lucretili tra cui il Monte Pellecchia, si riesce infatti scorgere a ovest le cittadine di Mentana e Monterotondo, i Monti Sabatini e la campagna romana con la zona di Tivoli-Guidonia Montecelio e i Monti Cornicolani; a nord-ovest il Monte Soratte e i Monti Cimini; a nord i Monti Sabini, il Terminillo con i Reatini e, in lontananza, i Sibillini. A nord-est si vedono il Monte Nuria, il Monte Calvo, il Pellecchia, il Navegna e dietro i Monti della Laga e il Gran Sasso; verso est si scorgono le cime maggiori dell'Appennino abruzzese: i gruppi montuosi di Monte Cava, le Montagne della Duchessa, il Velino e i Monti Carseolani. A sud-est compaiono i Monti Simbruini e i Monti Ruffi; a sud e sud-ovest i Monti Tiburtini, i Monti Prenestini, i Lepini e i Colli Albani, oltre al Mar Tirreno e Roma.

### Punti di interesse circostanti
- Ruderi del convento di San Nicola
- Palombara Sabina
- Rifugio di Monte Gennaro (link esterno) (riaperto dal 19 luglio 2020)
- Marcellina
- Pratone di monte Gennaro
- Prato Campitello
- prato Favale
- Cestovia di Monte Gennaro (definitivamente chiusa - link esterno)
- Cartografia IGM di Monte Gennaro (link esterno)
- Torretta Cruciani (sulla vetta del Monte Morrone della croce - 1026 mt s.l.m.)
- Castiglione di Palombara Sabina o Borgo castello di Castiglione, o "Palombara antica" (link 1, link 2, link 3)

## Galleria d'immagini

Il Monte Gennaro visto dal Parco delle Sabine, alla periferia nord di Roma.

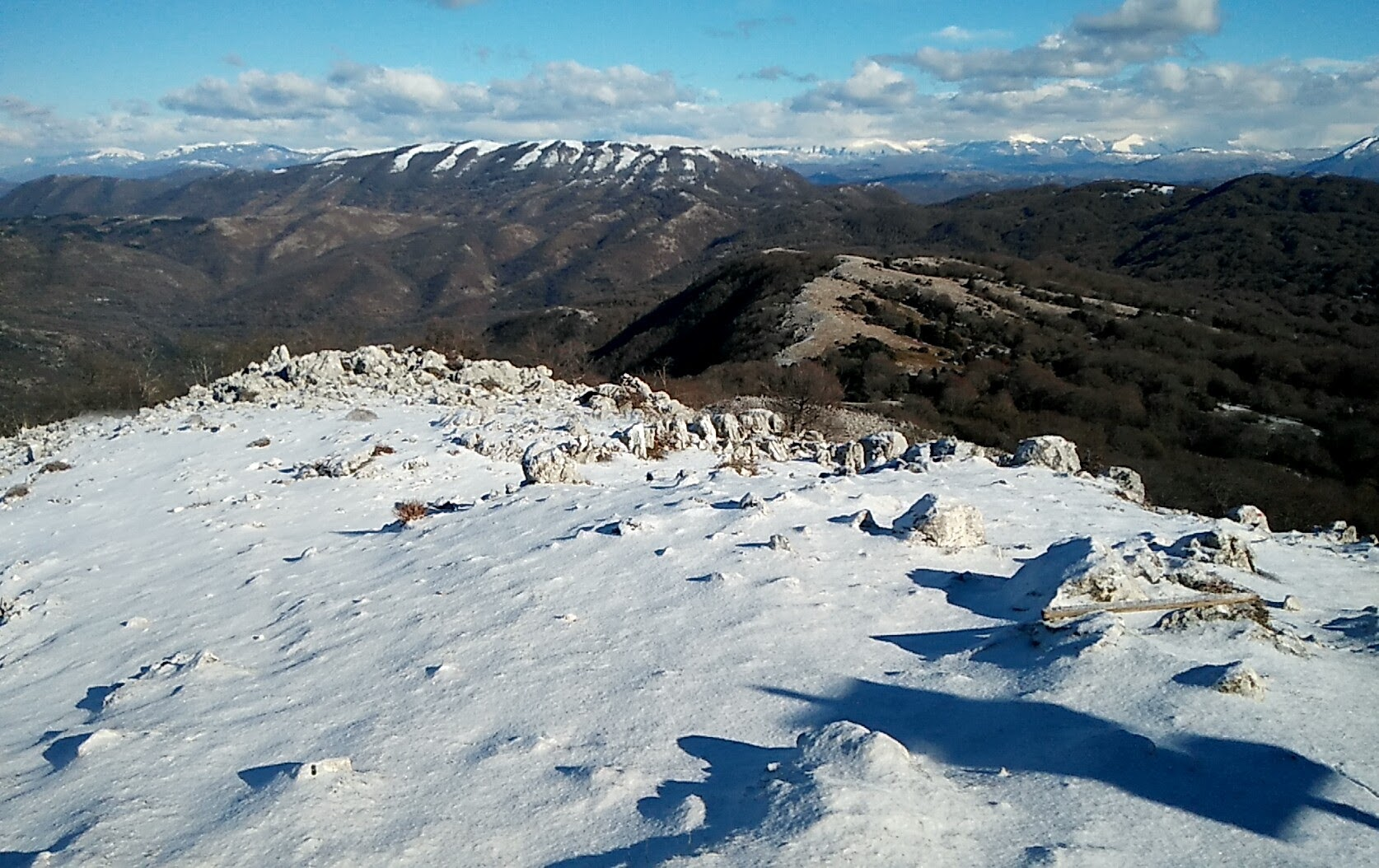
Cima innevata del Monte Gennaro (gennaio 2017), sullo sfondo in primo piano Monte Pellecchia, in secondo piano le cime innevate dell'Appennino abruzzese.
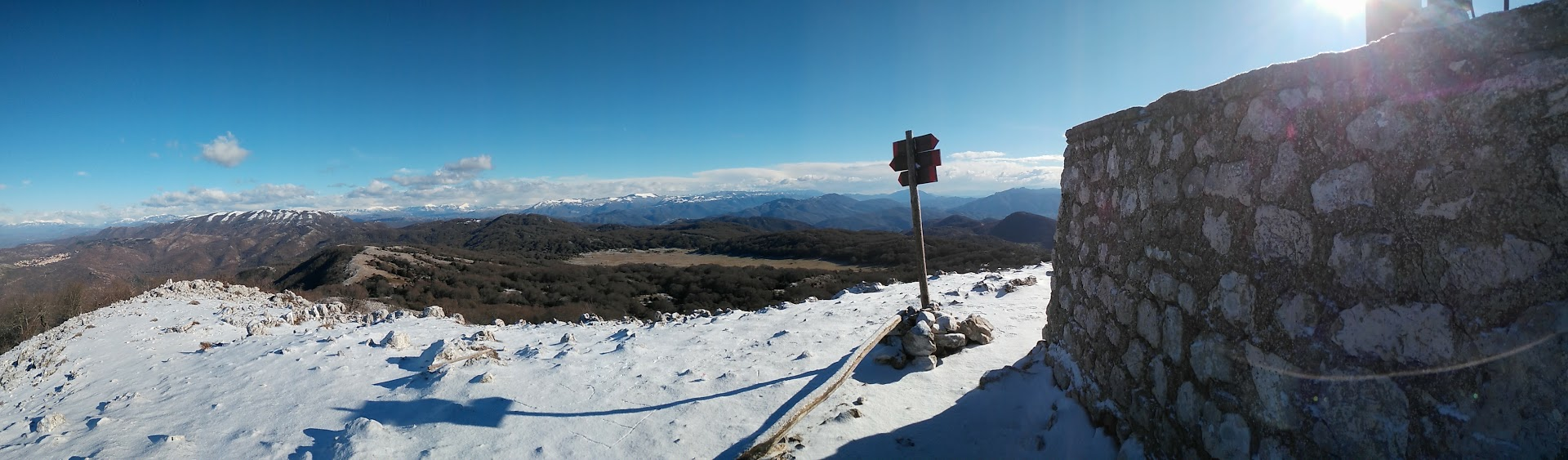
Foto panoramica 180 gradi dalla cima (in primo piano il Pratone di Monte Gennaro)
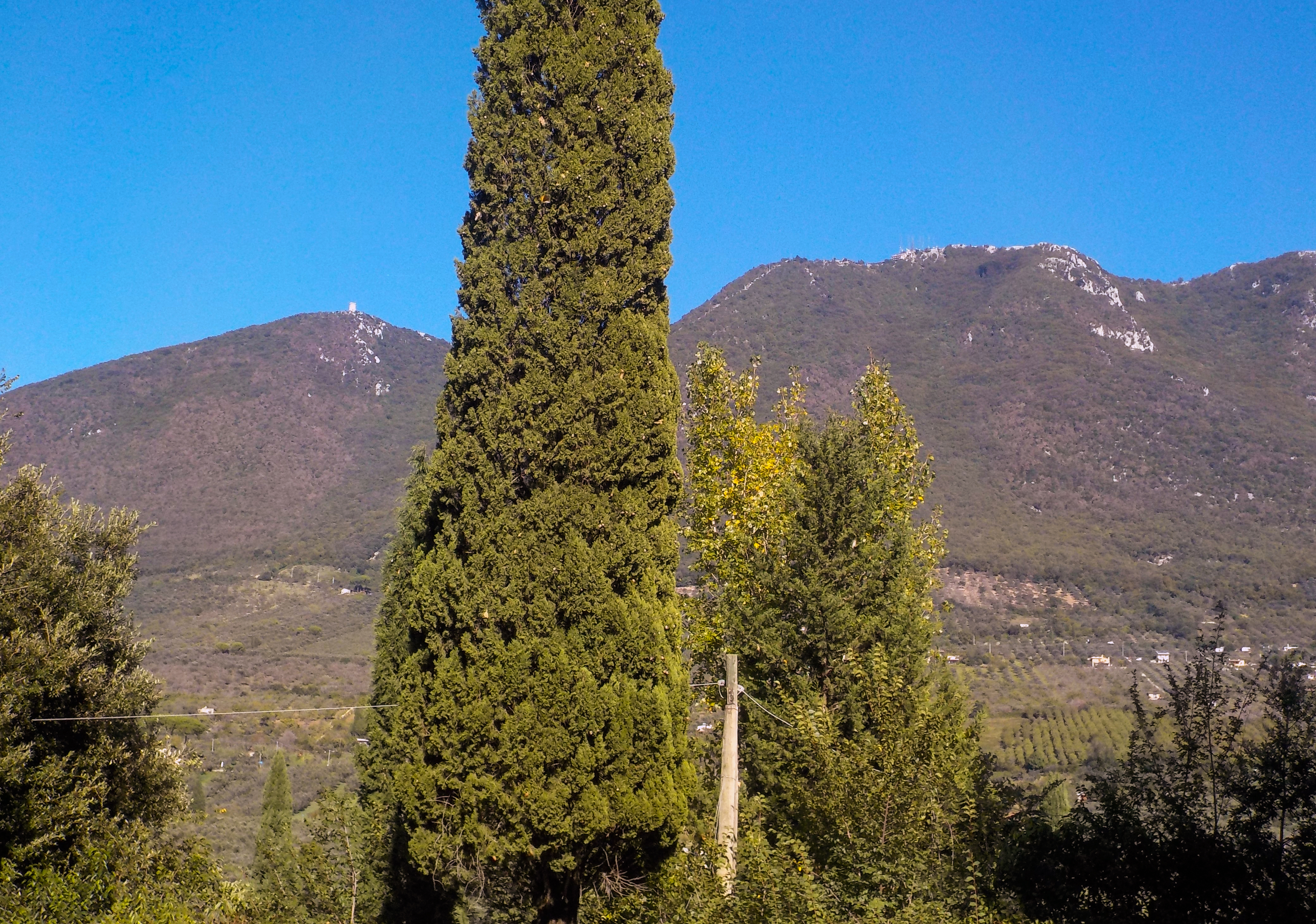
Vista da Palombara Sabina
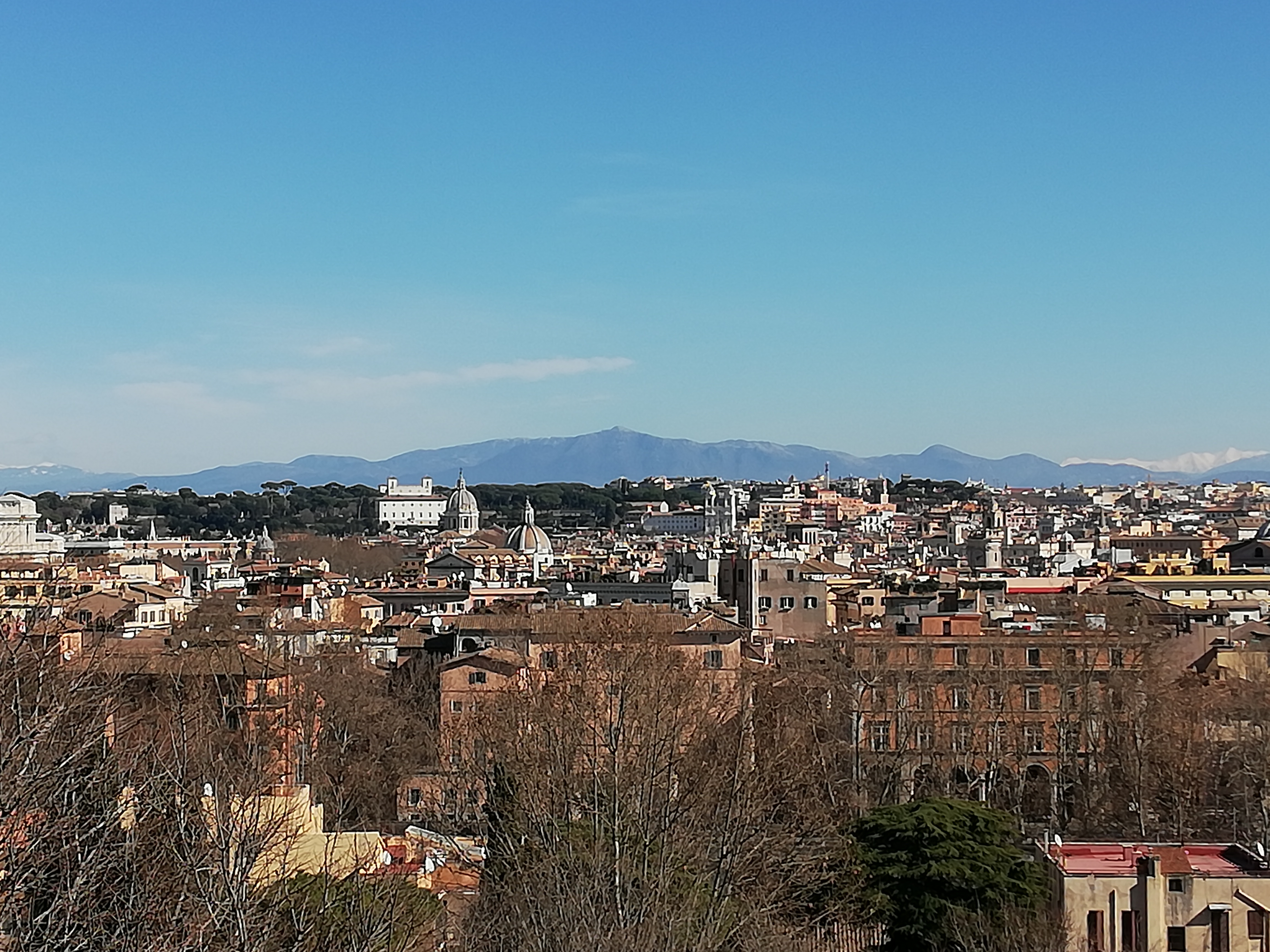
Il Gennaro, al centro, visto dalla cima del Gianicolo. A destra sono ben visibili il Monte Morra e, innevato, il Monte Velino
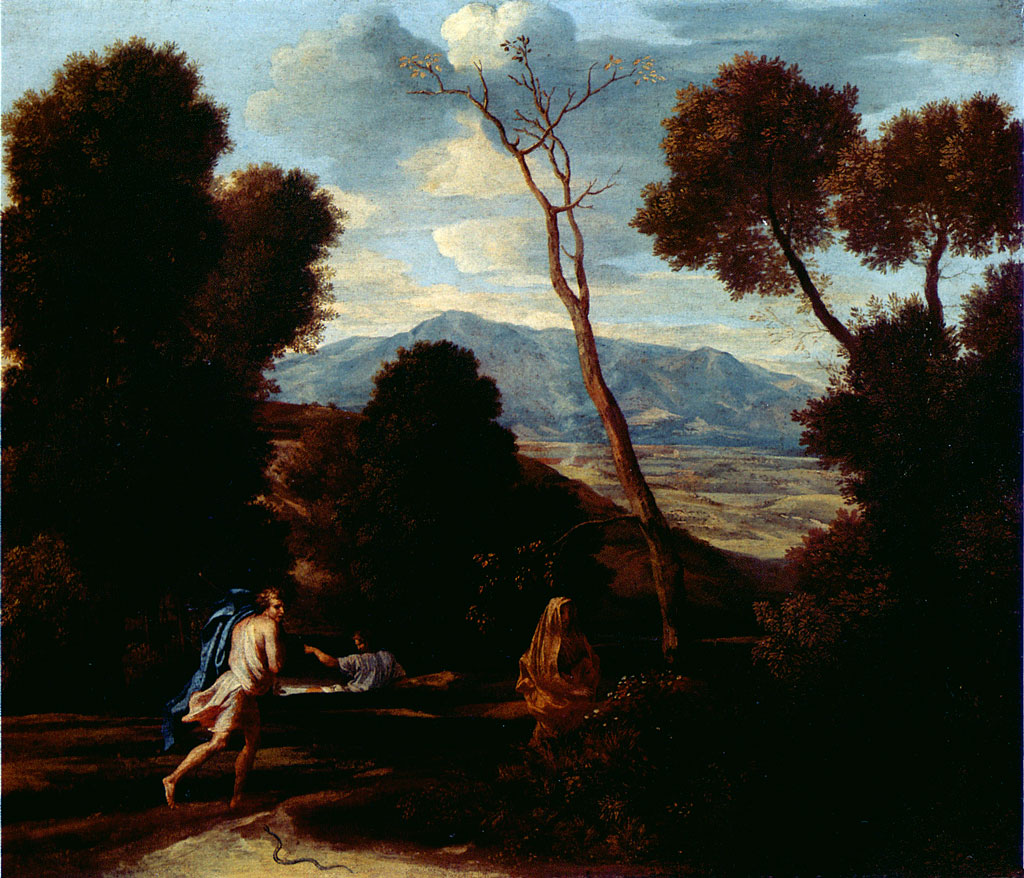
Il Gennaro e il Morra ritratti in un paesaggio di Nicolas Poussin
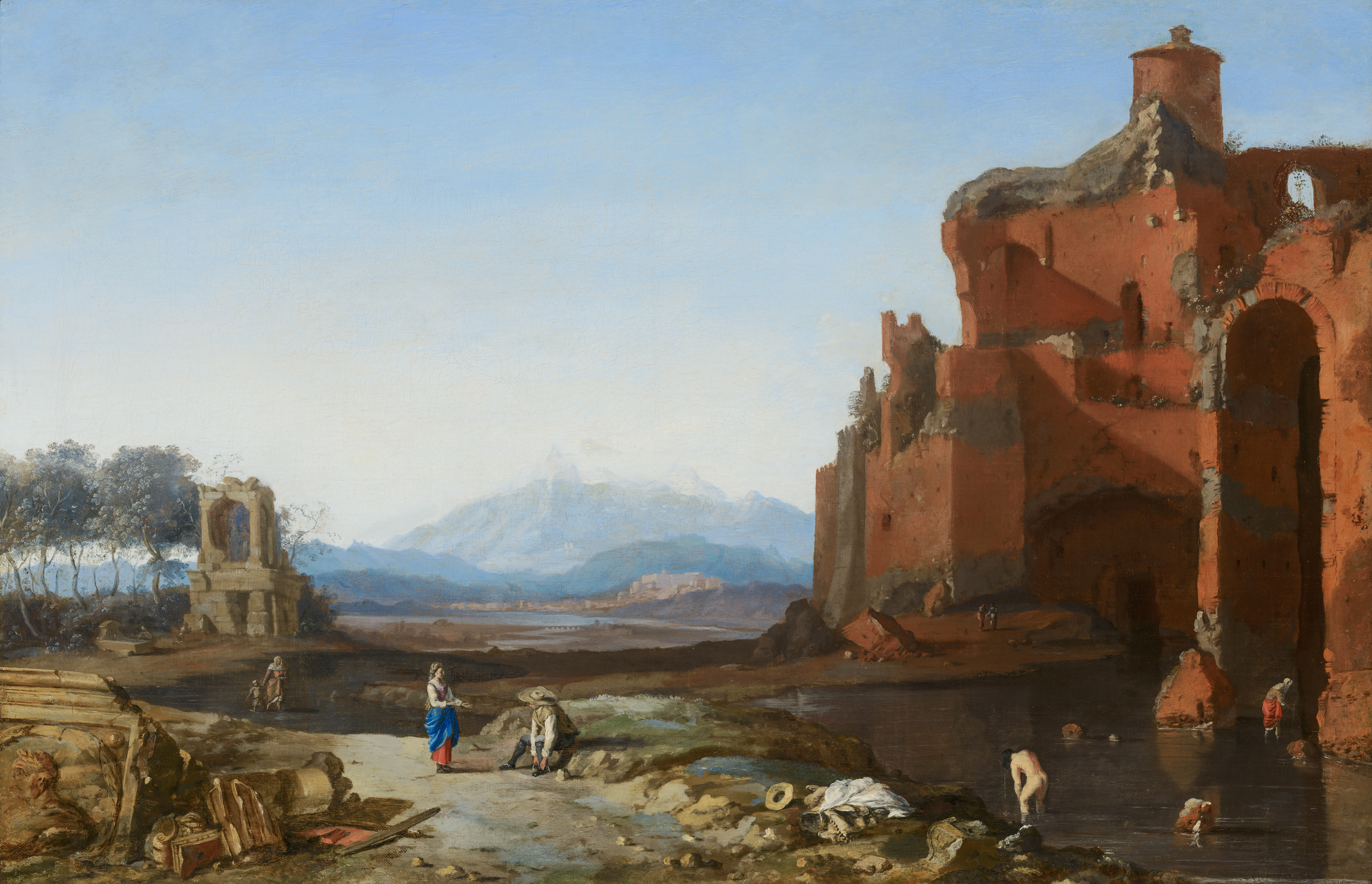
Le stesse due cime ben riconoscibili in un dipinto di Bartholomeus Breenbergh